# Peter Juul Larsen
Peter Juul Larsen (ur. 8 listopada 1990) – duński żużlowiec. 

## Życiorys
Brązowy medalista drużynowych mistrzostw Europy juniorów (Rawicz 2008). 
W lidze polskiej reprezentant klubu Unia Tarnów (2008–2009).